# کوون اون-جونگ
کوون اون-جونگ (انگلیسی: Kwun Eun-jeong؛ زادهٔ ۱۸ اوت ۱۹۷۴) بازیکن زن بسکتبال اهل کره جنوبی بود. وی در بازی‌های المپیک تابستانی ۱۹۹۶ شرکت کرده‌است.